# Nikolai Platonovich Ogarev
Nikolai Platonovich Ogarev (tiếng Nga: Николай Платонович Огарёв) (24 tháng 11 năm 1813 – 31 tháng 5 năm 1877) – là nhà thơ, nhà văn, nhà cách mạng Nga.

## Tiểu sử

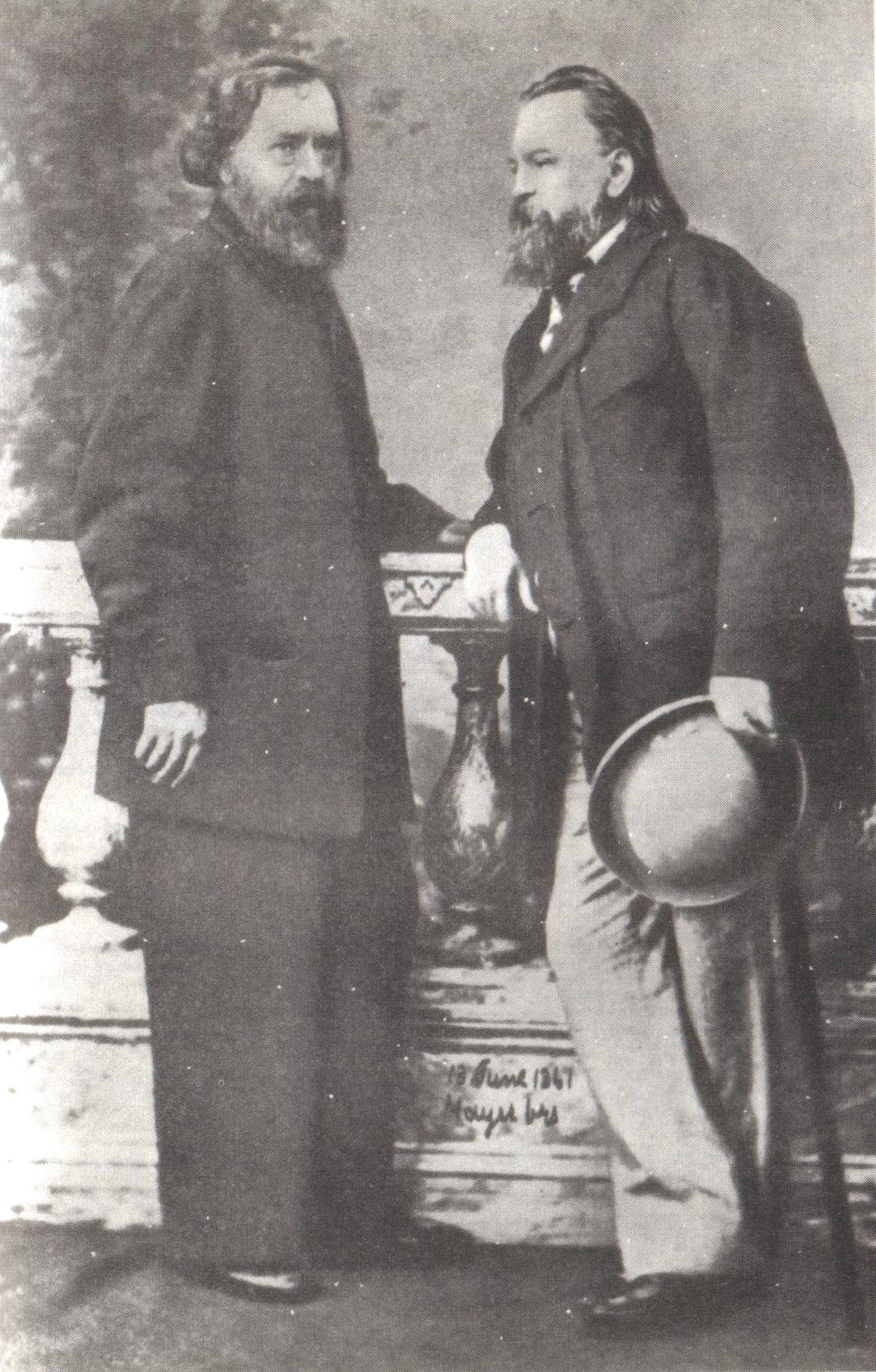
Nikolai Ogarev và Aleksandr Herzen

Nikolai Ogarev sinh ở Saint Petersburg, trong một gia đình có nguồn gốc quý tộc lâu đời. Mẹ mất sớm, tuổi thơ của Nikolai Ogarev trôi qua trong trang trại của bố ở tỉnh Penzenskaya. Từ năm 1820 sống ở Moskva. Năm 1826 bắt đầu kết bạn với Aleksandr Herzen – một nhà cách mạng dân chủ nổi tiếng, vừa là một người có họ hàng xa vừa là đồng chí trong tư tưởng của cuộc khởi nghĩa tháng Chạp. Thời gian học ở Đại học Moskva, Nikolai Ogarev là một trong những người tổ chức các nhóm chính trị trong sinh viên. Năm 1834 bị đi đày về tỉnh Penzenskaya. Những năm 1840 – 1846 sống ở nước ngoài, tham dự các giờ học ngoại khóa ở Đại học Berlin. Năm 1846 trở về trang trại ở tỉnh Penzenskaya cưới vợ. Năm 1850 bị bắt nhưng không lâu sau đó được trả tự do.
Năm 1856 Nikolai Ogarev vượt biên sang Anh, sống ở Luân Đôn, cùng với A. Herzen lãnh đạo "Nhà in Nga tự do". Ông là một trong những người sáng lập và biên tập tuần san Quả chuông (Колокол). Ông cũng là người vạch ra chương trình thủ tiêu chế độ nông nô bằng cuộc cách mạng của nông dân, phát triển lý thuyết "chủ nghĩa xã hội Nga" do A. Herzen đề xướng.
Nikolai Ogarev là tác giả của nhiều trường ca và nhiều bài thơ lãng mạn nổi tiếng đến tận ngày nay có lẽ phần nào xuất phát từ cuộc đời riêng của ông. Nhà cách mạng, người chiến sĩ đấu tranh không mệt mỏi cho tự do và hạnh phúc của nhân loại là một người bất hạnh trong đời tư. Người vợ thứ nhất sống với ông được 4 năm, người vợ thứ hai – 8 năm rồi cũng bỏ. Chỉ cô gái người Scotland không biết chữ trở thành người nội trợ, người chị, người bạn, người tình chung thủy của ông trong suốt 18 năm cuối cùng. Ông mất ở Greenwich (Anh) ngày 31 tháng 5 năm 1877. Hiện phần tro mai táng tại một nghĩa trang ở Moskva.

## Một số bài thơ
| Gửi M. L. Ogareva Ta chia tay – có thể đó là cần Mà có thể, cứ phải là như thế Đã từ lâu ta không còn chia sẻ Ra hai phần của một cuộc đời chung. Và có thể hai người sẽ sống riêng Với tháng năm bằng một cách nào đấy Thu xếp cuộc đời không hề đáng ngại Thậm chí nghỉ ngơi bằng cả tấm lòng. Anh sẵn lòng chịu quở trách của em Cho dù chúng đắng cay như thuốc độc Đã đành anh từng có nhiều thói tật Đã đành anh trong nhiều thứ lỗi lầm. Nhưng có thời – bởi vì anh đã tin Bởi vì yêu nên đã từng hạnh phúc Anh đo tương lai của mình rộng khắp Cuộc đời anh từng sâu rộng thênh thang. Nhưng đời anh chết lặng giữa nỗi buồn Và hai ta ai là người có lỗi Anh chăng, em chăng, chuyện đau phải vậy Cuộc đời không còn quay lại đâu em. Nghĩ về quá khứ để nước mắt tuôn Để con tim co mình trong băng giá Nghĩ về quá khứ như bên ngôi mộ Thời trẻ con trong đau khổ đã tàn. Gấp sách lại – câu chuyện của chúng mình Đã được đọc cho đến dòng cuối tận Nhưng lời anh sẽ không làm xao xuyến Không hề làm em cắn rứt lương tâm. Những khoảnh khắc ngày cũ – anh mang ơn Khi anh đã tin, đã yêu như vậy Anh không cho phép mình quên điều ấy Còn đắng cay – anh rất sẵn lòng quên. Anh đâu phải kẻ thù – đưa tay cho anh! Vĩnh biệt em! Mong em không biết đến Không đau khổ của tâm hồn trống vắng Không âu lo của những chuyện sai lầm… Vĩnh biệt em! Biết đâu ta lại nhìn Vào cuộc đời với nụ cười lần nữa Và với thế giới rồi đây mình sẽ Nhớ về nhau trong giờ phút lâm chung. Vĩnh biệt em Anh cho em hạnh phúc chưa đầy đủ Trong nhiều điều chưa thực sự hiểu em Từng hành hạ em và tự mình đau khổ Giờ anh ra đi trĩu nặng trong lòng. Vĩnh biệt! – trong nước mắt anh nói với em Không một ai từng yêu em như thế Anh cầu nguyện cho em, xin em hãy nhớ Chớ giận hờn, đừng trách mắng chi anh Để cho anh quên những phút đau buồn Hãy nhớ rằng từng yêu em tha thiết Anh buồn bã nói với em: vĩnh biệt! Rồi lang thang về xứ sở xa xăm Thật nặng nề. Những năm tháng của anh Còn trẻ thế, nhưng trong đời đau khổ Anh vung phí tình, vung phí lòng tin Giờ anh sống bằng phần lớn cô đơn Cho chính mình. Nhưng em đừng quên nhé Rằng anh đã từng yêu em như thế Với nỗi buồn anh nói: vĩnh biệt em!.. Yêu kỉ niệm ngày xưa Cô chưa bao giờ yêu anh ấy cả Còn anh bí mật yêu cô Nhưng tình yêu anh chẳng nói ra Mà chỉ thiêng liêng trong lòng gìn giữ. Cô làm đám cưới với người xa lạ Còn anh vẫn qua lại như xưa Và lặng lẽ nhìn trộm gương mặt cô Rồi khổ sở rất lâu sau đó. Cô ấy chết. Đêm cũng như ngày Anh ấy thường xuyên đi ra ngôi mộ Cô chưa bao giờ yêu anh ấy cả Còn anh vẫn yêu kỉ niệm ngày xưa. Bản dịch của Nguyễn Viết Thắng | К М. Л. Огаревой Расстались мы - то, может, нужно, То, может, должно было нам,- Уж мы давно не делим дружно Единой жизни пополам. И, может, врознь нам будет можно Еще с годами как-нибудь Устроиться не так тревожно И даже сердцем отдохнуть. Я несть готов твои упреки, Хотя и жгут они, как яд, Конечно, я имел пороки, Конечно, в многом виноват; Но было время - ведь я верил, Ведь я любил, быть счастлив мог, Я будущность широко мерил, Мой мир был полон и глубок! Но замер он среди печали; И кто из нас виновен в том, Какое дело - ты ли, я ли,- Его назад мы не вернем. Еще слезу зовет с ресницы, И холодом сжимает грудь О прошлом мысль, как у гробницы, Где в муках детский век потух. Закрыта книга - наша повесть Прочлась до крайнего листа; Но не смутят укором совесть Тебе отнюдь мои уста. Благодарю за те мгновенья, Когда я верил и любил; Я не дал только б им забвенья, А горечь радостно б забыл. О, я не враг тебе... Дай руку! Прощай! Не дай тебе знать бог Ни пустоты душевной муку, Ни заблуждения тревог... Прощай! на жизнь, быть может, взглянем Еще с улыбкой мы не раз, И с миром оба да помянем Друг друга мы в последний час. Тебе я счастья не давал довольно Тебе я счастья не давал довольно, Во многом я тебя не понимал, И мучил я тебя и сам страдал... Теперь я еду, друг мой! сердцу больно: И я с слезой скажу тебе - прощай! Никто тебя так не любил глубоко... И я молю тебя: ты вспоминай Меня, мой друг, без желчи, без упрека, Минутам скорбным ты забвенье дай, И помни лишь, что я любил глубоко, И с грустию сказал тебе - прощай! Теперь блуждать в стране я стану дальней.. Мне тяжело. Еще лета мои Так молоды; но в жизни я печальной Растратил много веры и любви. Живу я большей частью одиноко, Все сам в себе. Но ты не забывай, Что я, мой друг, тебя любил глубоко, И с грустию сказал тебе - прощай!.. Она никогда его не любила А он ее втайне любил; Но он о любви не выронил слова: В себе ее свято хранил. И в церкви с другим она обвенчалась; По-прежнему вхож он был в дом, И молча в лицо глядел ей украдкой, И долго томился потом. Она умерла. И днем он и ночью Все к ней на могилу ходил; Она никогда его не любила, А он о ней память любил. |